# Burg Stolzenau

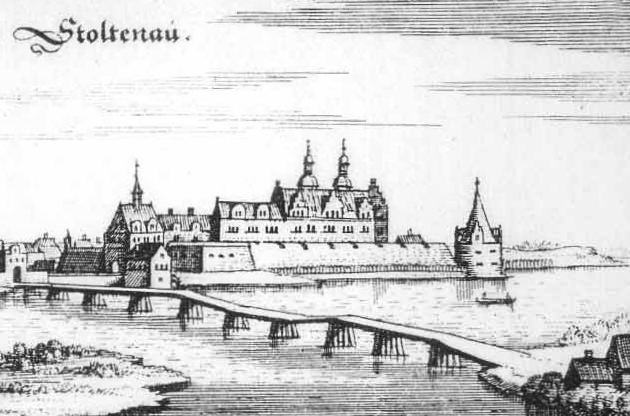
Merian-Stich vom Schloss Stolzenau, offenbar vor 1647

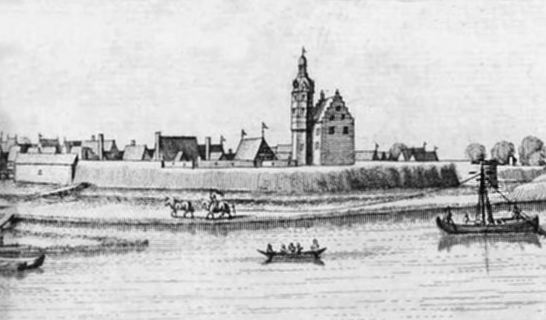
Merian-Stich vom Schloss Stolzenau nach den Zerstörungen des Dreißigjährigen Krieges, 1647

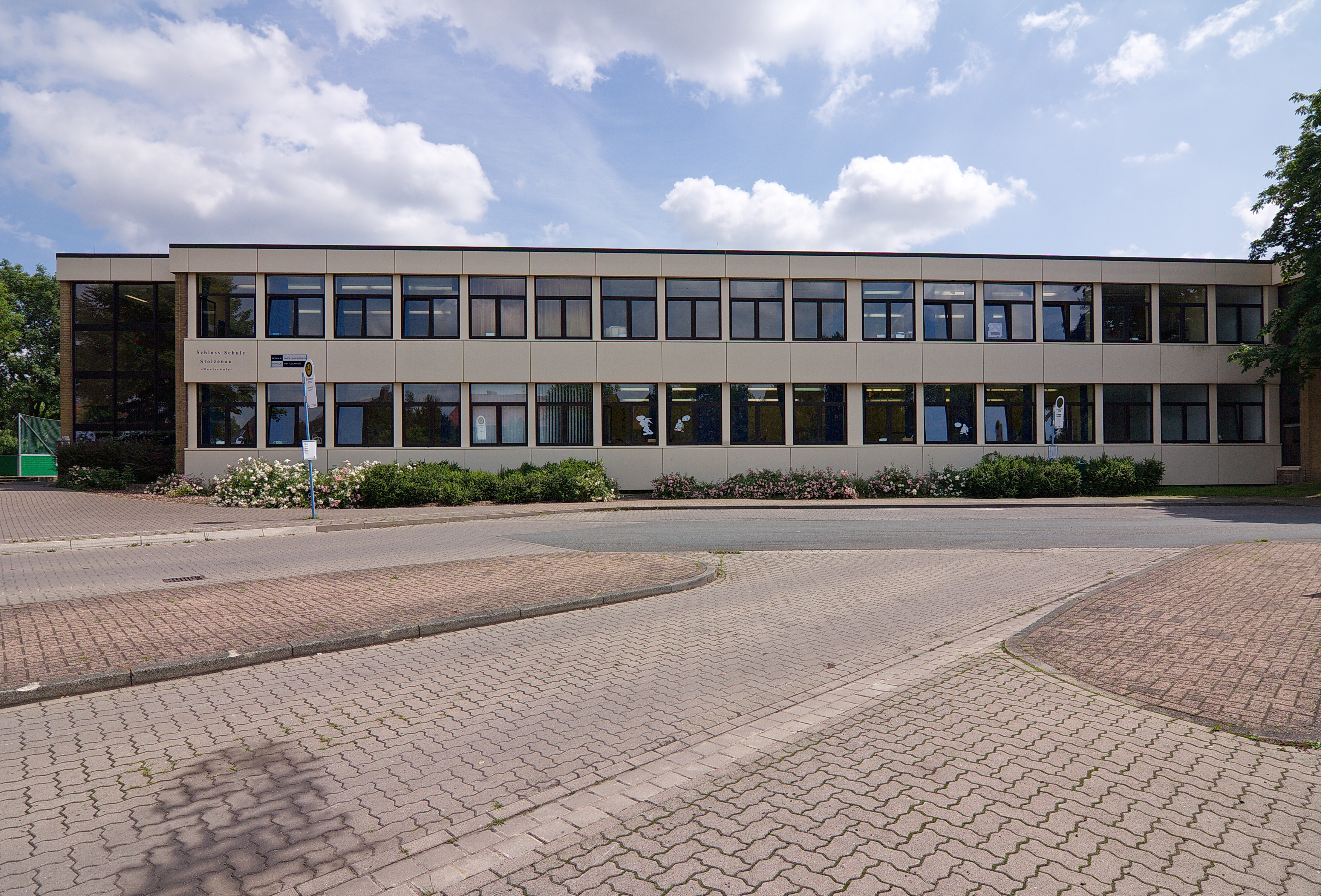
Die heutige Schlossschule am Standort des um 1800 errichteten Amtshauses gegenüber dem Schlossareal

Die Burg Stolzenau ist eine abgegangene Burg in Stolzenau in Niedersachsen. Sie wurde 1346 von den Grafen von Hoya an der Weser 
als Grenzfestung zur vier Kilometer südlich gelegenen und 1336 errichteten Burg Schlüsselburg der Bischöfe von Minden errichtet. Im 16. Jahrhundert wurde die Burg zu einem Schloss umgestaltet, das den Grafen von Hoya als Residenz diente.

## Geschichte
Die erste urkundliche Erwähnung der Burg Stolzenau erfolgte 1370 bei der Verlehnung von zwei Burglehn; auf dem einen errichteten sich 1386 die Gebrüder von Mandelsloh einen Burgmannshof, auf dem anderen erbaute sich die Familie von Münchhausen 1378 ebenfalls einen Burgmannssitz; der daraus hervorgegangene „Freihof“ gehört ihnen bis heute.
Ab 1400 erfolgte ein Ausbau zur Wasserburg mit einem Grabensystem und einer Vorburg. 1477 wird auf der Vorburg ein Bergfried als Burgmannsitz genannt. Durch den Tod Graf Friedrichs im Jahre 1503 wurden die Grafschaft Hoya und damit auch die Burg Stolzenau als Lehen von den Herzögen von Braunschweig und Lüneburg übernommen. Zwischen 1530 und 1569 wurde die Wasserburg zum Residenzschloss umgestaltet. Das benötigte Steinmaterial stammte vom Abriss der Kirchen von Holzhausen und Leese sowie der Kirche des Klosters Schinna. 1530 wurde im Nordosten der Anlage ein Wehrturm errichtet und die Vorburg wurde erweitert. Das Schloss diente bis zum Tode des letzten Grafen von Hoya, Otto VIII. im Jahre 1582 als Teilgrafschaft für nicht regierende Grafen. Mit dem Aussterben der Grafen fiel Stolzenau mit dem Schloss an das Herzogtum Braunschweig-Lüneburg. Die letzten Befestigungsarbeiten erfolgten 1619. Im Dreißigjährigen Krieg kam es 1627 zur Zerstörung des Schlosses durch kaiserliche Truppen. Überstanden haben sie nur zwei Wirtschaftsgebäude. 1740 erfolgte ein Umbau eines früheren Schlossgebäudes zum Amtshaus des Amtes Stolzenau. Um 1800 wurde das Amtshaus gegenüber dem Schlossareal neu errichtet. Bei der Bildung des Kreises Stolzenau 1885 wurde es zum Sitz des Landratsamts und blieb ebenso bis 1908 Wohnsitz des Domänenpächters. Die Verwaltung des Kreises Stolzenau war bis 1932 im Amtshaus untergebracht. In der Zeit des Nationalsozialismus diente es als Lager des Reichsarbeitsdienstes. Nach dem Zweiten Weltkrieg beherbergte das Amtshaus ab 1945 Flüchtlinge. 1965 wurde es für den Bau einer Realschule abgebrochen.